# Associazione Sportiva Potenza 1937-1938
Questa pagina raccoglie le informazioni riguardanti l'Associazione Sportiva Potenza nelle competizioni ufficiali della stagione 1937-1938.

## Rosa
| N. |                   | Ruolo | Calciatore                 |
| -- | ----------------- | ----- | -------------------------- |
| -  | Italia (bandiera) |       | Angelo Barlaam             |
| -  | Italia (bandiera) | A     | Nicolò Basile              |
| -  | Italia (bandiera) |       | Dante Bazzanti             |
| -  | Italia (bandiera) |       | Luigi Bergamini            |
| -  | Italia (bandiera) | D     | Oreste Brondi              |
| -  | Italia (bandiera) | D     | Rodolfo Brondi             |
| -  | Italia (bandiera) |       | Giovan Battista Castagneto |
| -  | Italia (bandiera) |       | Alfio Cavicchioli          |
| -  | Italia (bandiera) |       | Ermanno Frattini           |

| N. |                   | Ruolo | Calciatore          |
| -- | ----------------- | ----- | ------------------- |
| -  | Italia (bandiera) | D     | Salvatore Lasorella |
| -  | Italia (bandiera) |       | Vincenzo Pagano     |
| -  | Italia (bandiera) |       | Salvatore Pica      |
| -  | Italia (bandiera) | C     | Ivo Ricci           |
| -  | Italia (bandiera) |       | Alessandro Rinaldi  |
| -  | Italia (bandiera) |       | Enrico Schinardi    |
| -  | Italia (bandiera) |       | Giulio Spaghero     |
| -  | Italia (bandiera) | C     | Sergio Trevisan     |